# Nathan Schwalb
Nathan Schwalb (* 1. April 1908 in Stanislau, Galizien, Österreich-Ungarn; † 24. März 2004 in Tel Aviv) war ein jüdischer Gewerkschafter, Delegierter des Hechaluz und der Histadrut, der als treibende Kraft des zionistischen Rettungswiderstandes seit 1939 von Genf aus mindestens 200 000 Juden vor dem Tod im Holocaust bewahren konnte.

## Leben
Er war der Sohn eines Sprach- und Religionsprofessors am dortigen jüdischen Gymnasium und einer Privatlehrerin, besuchte die Schule bis zur Matura und wurde Mitglied in verbotenen jüdischen Vereinigungen, u. a. Makkabi Hazair, Gordonia (deren Mitgründer er auch war) und Hechaluz. 
Er studierte drei Semester die Rechte in Lemberg und wanderte 1929 nach Palästina aus.
Dort beteiligte er sich am Wiederaufbau des von Arabern zerstörten Kibbuz Chulda und begann seine Mitarbeit in der jüdischen Gewerkschaftsbewegung Histadrut, für die er 1938 bis 1939 Delegierter in Prag und Wien wurde, von wo aus er versuchte, möglichst vielen Juden die Auswanderung nach Palästina zu ermöglichen.
Im Jahr 1939 nahm er am 21. Zionistenkongress in Genf, dem letzten vor Ausbruch des Zweiten Weltkriegs, teil und war Hauptmotor des Aufbaus der neuen Weltzentrale des Hechaluz in Genf. Bis 1945 organisierte er, in Zusammenarbeit mit Saly Mayer vom JOINT, der Führungsfigur des Schweizer Judentums, und dem Schweizerischen Roten Kreuz, Unterstützungs- und Rettungsaktionen für die vom Tod bedrohten Juden in Europa.
1941 wurden sein Vater und seine Geschwister in Stanislaw von der Gestapo erschossen. 1945 kehrte er in den Kibbuz Chulda zurück und wurde dort ein leitendes Mitglied, ab 1946 war er wieder Histadrut-Delegierter und Verbindungsmann zu diversen Gewerkschaften in Europa.
Nathan Schwalb, der, einst ausgestattet mit einem phänomenalen Gedächtnis, in den letzten Lebensmonaten an Alzheimer litt, starb im Jahr 2004 in Tel Aviv.

## Würdigung
Seine Lebensleistung ist nahezu unbekannt und wurde nie ausreichend gewürdigt, was auch damit zusammenhängt, dass er nach dem Krieg über Jahrzehnte hinweg keinerlei Auskünfte gab und die Informationen seines Archivs geheim hielt, um das Ziel des Zionismus, das Entstehen eines jüdischen Staates Israel in Palästina, nicht durch selbstzerfleischende Schulddiskussionen zu gefährden.
1954 war Nathan Schwalb in politische Ungnade gefallen, da er seinem alten Freund und Protégé, Pinchas Lawon, die Treue hielt, als dieser in der Lawon-Affäre von David Ben-Gurion als Verteidigungsminister gestürzt wurde. Ben-Gurion hatte Lawon für eine gescheiterte Mossad-Aktion in Kairo verantwortlich gemacht. Damit wurde auch Nathan Schwalb eine persona non grata. Sein Rettungswerk geriet in Vergessenheit.